# Бенедикт Аквуегбу
Бенедикт Аквуегбу (англ. Benedict Akwuegbu, нар. 3 листопада 1974, Лагос) — нігерійський футболіст, що грав на позиції нападника.

## Клубна кар'єра
Народився 3 листопада 1974 року в місті Лагос. Займався футболом на батьківщині у клубі «Майті Джетс». 1991 року потрапив до структури «Ланса», втім до першої команди пробитись так і не зумів, після чого наступного року переїхав до Бельгії, де до 1998 року грав у складі місцевих клубів «Ендрахт», «Харелбеке», «Варегем» та «Тінен». При цьому лише у сезоні 1995/96 нігерієць грав з командою у вищому дивізіоні країни.
Влітку 1998 року перейшов у австрійський ГАК (Грац), де відіграв (з невеликою перервою на виступи в китайському «Шеньян Циньде») до 2004 році. За цей час нігерієць з командою став володарем Кубка та Суперкубка Австрії.
На початку 2004 року перейшов у «Каринтію», з якою закінчив сезон, втім клуб став останнім і вилетів з Бундесліги, після чого нападник перейшов у швейцарський «Санкт-Галлен». Там футболіст теж надовго не затримався і в кінці року повернувся до Австрії, де став виступати за «Ваккер Тіроль».
На початку 2006 року став гравцем німецького «Шпортфройнде» (Зіген), з яким того ж року вилетів з Другої Бундесліги. В подальшому грав у Китаї за клуби «Тяньцзінь Теда», «Ціндао Чжуннен» та «Бейцзін Хунден», а також грецький «Пансерраїкос»
Завершив професійну ігрову кар'єру у англійському клубі Південної Конференції (шостий за рівнем дивізіон) «Бейсінгсток Тауні», за який виступав протягом 2009—2010 років .

## Виступи за збірну
Виступав за збірні Нігерії різних вікових категорії. З командою до 17 років Бенедикт став учасником юнацького чемпіонату світу 1989 року, який проходив у Шотландії, однак на поле не виходив. Згодом зі збірною до 20 років був учасником юнацького (U-20) чемпіонату Африки.
З 1999 року залучався до національної збірної Нігерії, втім дебютував у її складі лише 23 січня 2000 року в грі проти Тунісу в рамках Кубка африканських націй 2000 року у Гані та Нігерії, де разом з командою здобув «срібло».
Згодом у відборі на чемпіонат світу 2002 року Аквуегбу забив два голи і допоміг команді вийти на турнір. В результаті Бенедикт був включений у фінальну заявку на чемпіонат світу 2002 року в Японії і Південній Кореї, де зіграв тільки у останньому матчі з Англією (0:0), а його команда не вийшла в плей-оф.
Всього протягом кар'єри у національній команді, яка тривала 6 років, провів у формі головної команди країни 30 матчів, забивши 8 голів.

## Титули і досягнення
- Володар Кубка Австрії (2):

«Грацер»: 1999–00, 2001–02
- Володар Суперкубка Австрії (2):

«Грацер»: 2000, 2002
- Срібний призер Кубка африканських націй: 2000